# يوري أوكوبو
يوري أوكوبو (باليابانية: 大久保勇利) هو متزلج على الثلوج ياباني، ولد في 27 يوليو 2000 في هوكايدو في اليابان.

## وصلات خارجية
- يوري أوكوبو على موقع الاتحاد الدولي للتزلج (ركوب لوح الثلج) (الإنجليزية)
- يوري أوكوبو على موقع أوليمبيديا (الإنجليزية)